# مول بارن (أوكلاهوما)
مول بارن (بالإنجليزية: Mule Barn, Oklahoma)‏ هي بلدة أمريكية تقع في الولايات المتحدة في مقاطعة باوني، أوكلاهوما. يقدر عدد سكانها بـ 0 نسمة ومساحتها 0.1 كم2 وترتفع عن سطح البحر 255 متر.